# 神聖隊
神聖隊（しんせいたい、ヒエロス・ロコス、古代ギリシア語: Ιερὸς Λόχος）は、紀元前378年に将軍ゴルギダスが結成した古代ギリシアの精鋭歩兵部隊である。都市国家テーバイ（テーベ）に属し、ギリシアで最強と謳われた。彼らは国費で養われ、平時は専ら訓練に励んでいた。
スパルタを破ったレウクトラの戦い等で活躍し、紀元前4世紀のテーバイのギリシア覇権確立に大いに貢献したこの部隊は、150組300名の男性の恋人同士によって編成されていたという。この編成には、共に戦場に出ればお互いが惨めな姿を見せまいと勇敢に振る舞い、また愛する人を守るため奮戦するだろうとの狙いがあったと考えられている。
古代ギリシャにおいてテーバイはエリスとならび、男性の同性愛がもっとも行われた都市だった。テーバイが位置する中部ギリシャ・ボイオチア地方では、少年愛で知られたヘラクレス崇拝がさかんだった。アリストテレスの失われた著作には、ヘラクレスの甥であり、従者、愛人であったイオラウスの墓所に関する描写があるが、そこは古代テーバイの男性同性愛者のカップルが互いの愛を誓い合う場所として利用された。プルタルコスは「神聖隊」の呼称はこの風習に由来すると考えている。
テーバイがギリシアの覇権を失った後もこの部隊は存続していたようであるが、紀元前338年のカイロネイアの戦いでマケドニア王子アレクサンドロス（後のアレクサンドロス大王）率いる騎兵部隊との交戦で254人が戦死するという壊滅的打撃を受け、それ以後結成されることはなかった。カイロネイアで勝利したマケドニア王ピリッポス2世は彼らの亡骸を見て涙を流し、彼らを讃えたという。
近代以降、ギリシア陸軍では精鋭部隊として「神聖中隊」という隊名が利用されている。